# Kōtetsu
Kōtetsu (jap. 甲鉄, dt. „Panzerung“), später Azuma (東, „Osten“), war das erste Panzerschiff der Kaiserlichen Japanischen Marine. Sie wurde 1864 in Frankreich für die Marine der Konföderierten Staaten von Amerika gebaut und im Februar 1869 von den Vereinigten Staaten von Amerika übernommen. Kōtetsu war ein stahlgepanzertes Widderschiff. Sie spielte im Mai 1869 eine entscheidende Rolle in der Seeschlacht von Hakodate, die das Ende des Boshin-Krieges darstellte und zum Erfolg der Meiji-Restauration führte.
Ihr Schwesterschiff Cheops wurde an die Preußische Marine verkauft und dort als Prinz Adalbert in Dienst gestellt.

## Geschichte

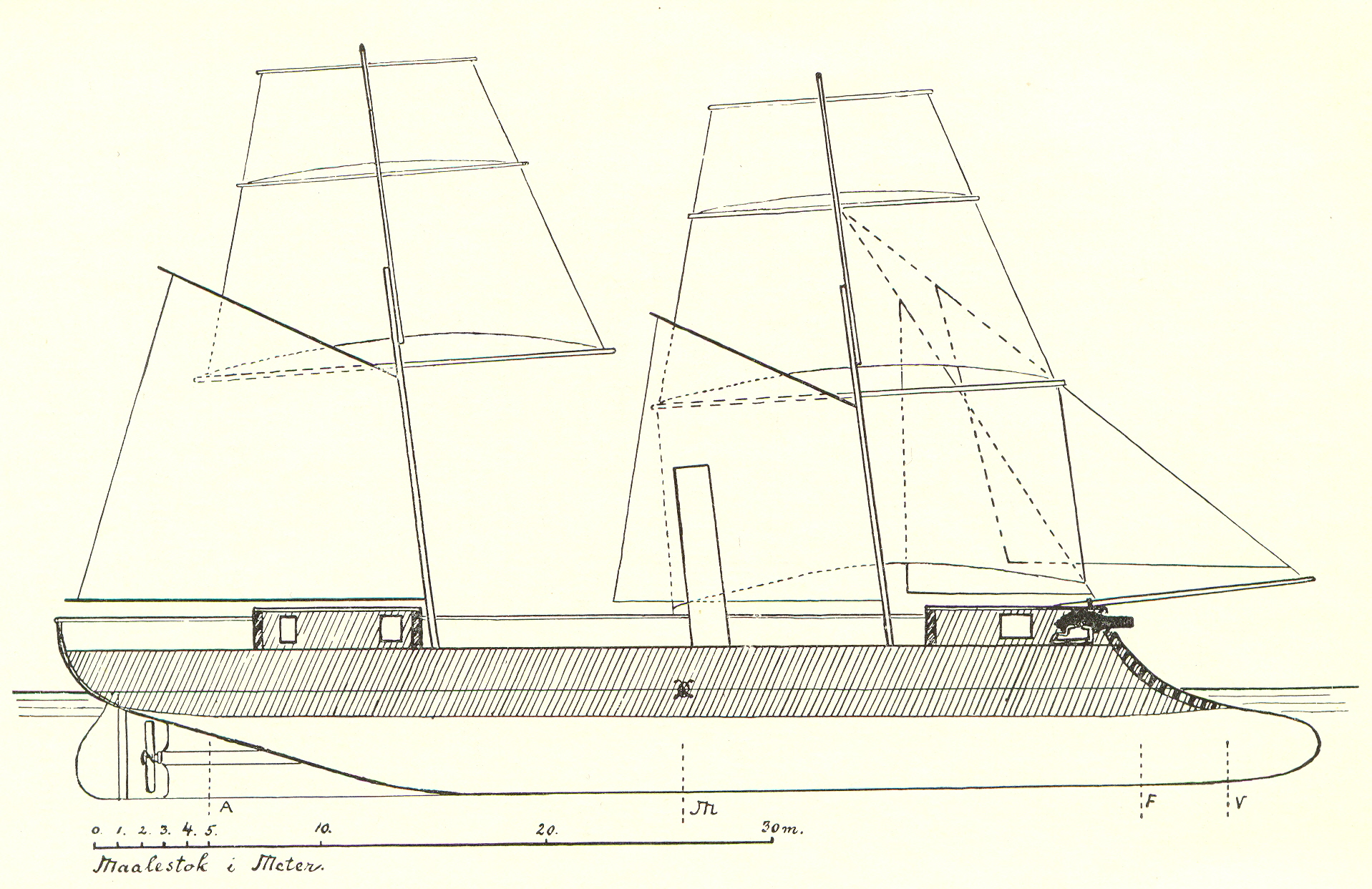

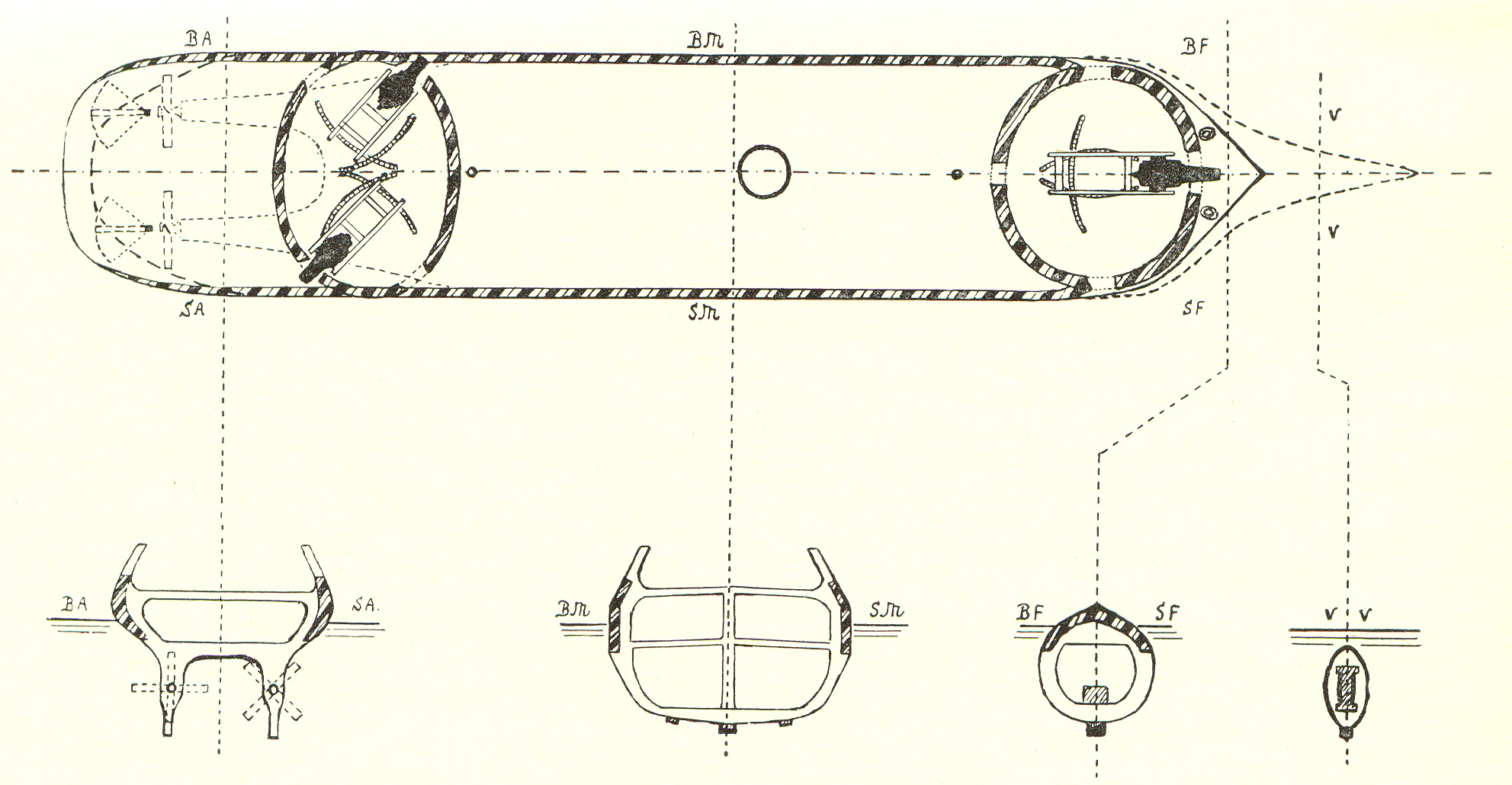

Die Kōtetsu wurde unter dem Namen Sphynx auf der Werft L’Arman in Bordeaux für die Marine der Konföderierten Staaten von Amerika während des amerikanischen Bürgerkriegs gebaut.
Im Juni 1863 bat der konföderierte Abgesandte John Slidell den französischen Kaiser Napoleon III. während einer Privataudienz, den Bau von Panzerschiffe für die Konföderierten in Frankreich zu erlauben. Die französischen Gesetze verboten die Ausrüstung von Kriegsschiffen einer Konfliktpartei, aber Slidell und der konföderierte Agent James D. Bulloch waren zuversichtlich, dass der französische Kaiser eher in der Lage war, Gesetze zu umgehen als die britische Regierung. Napoleon III stimmte dem Bau der Schiffe unter der Bedingung zu, dass ihre Bestimmung geheim gehalten werde. Im folgenden Monat schloss Bulloch mit Lucien Arman, einem Schiffbauer und persönlichen Vertrauten des Kaisers, einen Vertrag  über den Bau von zwei gepanzerten Widderschiffen, die in der Lage sein sollten, die Seeblockade der Union zu durchbrechen. Um keinen Verdacht aufkommen zu lassen, wurden die Geschütze in England hergestellt und die Schiffe auf die Namen Cheops und Sphynx getauft, um Gerüchte, dass die Schiffe für die ägyptische Marine gebaut wurden, zu bestärken.
Vor der Auslieferung händigte ein Angestellter der Werft der US-Vertretung in Paris Dokumente aus, die die illegale Ausrüstung der Schiffe aufdeckten. Die französische Regierung stoppte unter dem Druck der Vereinigten Staaten den Verkauf, aber L’Arman verkaufte die Schiffe illegal an Preußen und Dänemark, die sich im Deutsch-Dänischen Krieg gegenüberstanden. Die Cheops wurde an Preußen verkauft und als Prinz Adalbert in Dienst gestellt, während die Sphynx von Dänemark den Namen Stærkodder erhielt.
Das Schiff verließ Bordeaux am 21. Juni 1864 mit einer dänischen Besatzung zur Erprobungs- und Überführungsfahrt, während noch die abschließenden Verhandlungen zwischen dem Dänischen Marineministerium und L’Arman stattfanden. Da es nicht zu einer Einigung über den Preis und eine Ausgleichszahlung von L’Arman für die verzögerte Auslieferung kam, brach L’Arman die Verhandlungen am 30. Oktober 1864 ab und trat vom Verkauf zurück. Die dänische Regierung weigerte sich, das Schiff zurückzugeben und begründete dies mit der Konfusion während der Verhandlungen. Das Schiff erreichte Kopenhagen im November 1864, als der Deutsch-Dänische Krieg bereits beendet war. Während der Überführung wurden zahlreiche Mängel festgestellt. Die Panzerung war mangelhaft befestigt und statt 12 Knoten erreichte das Schiff nur eine Höchstgeschwindigkeit von 10,8 Knoten. Das dänische Marineministerium verweigerte daraufhin die Abnahme und das Schiff verließ Kopenhagen am 6. Januar 1865. Da sich das Schiff jetzt außerhalb Frankreichs befand, konnte es nun aber, wie ursprünglich geplant, an die Konföderierten Staaten von Amerika verkauft werden.

## Stonewall

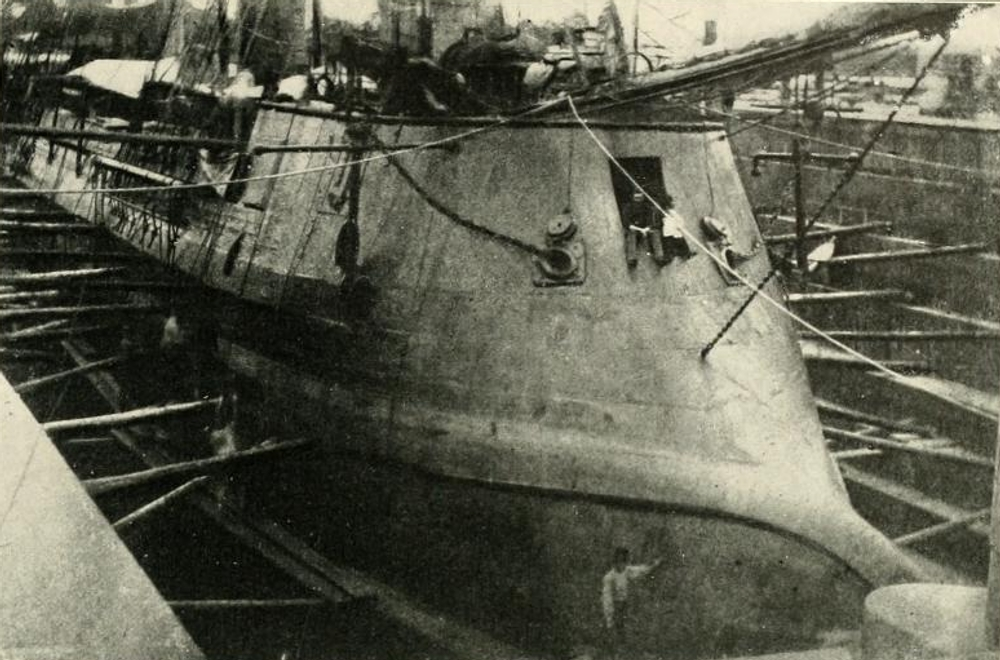
Bugansicht

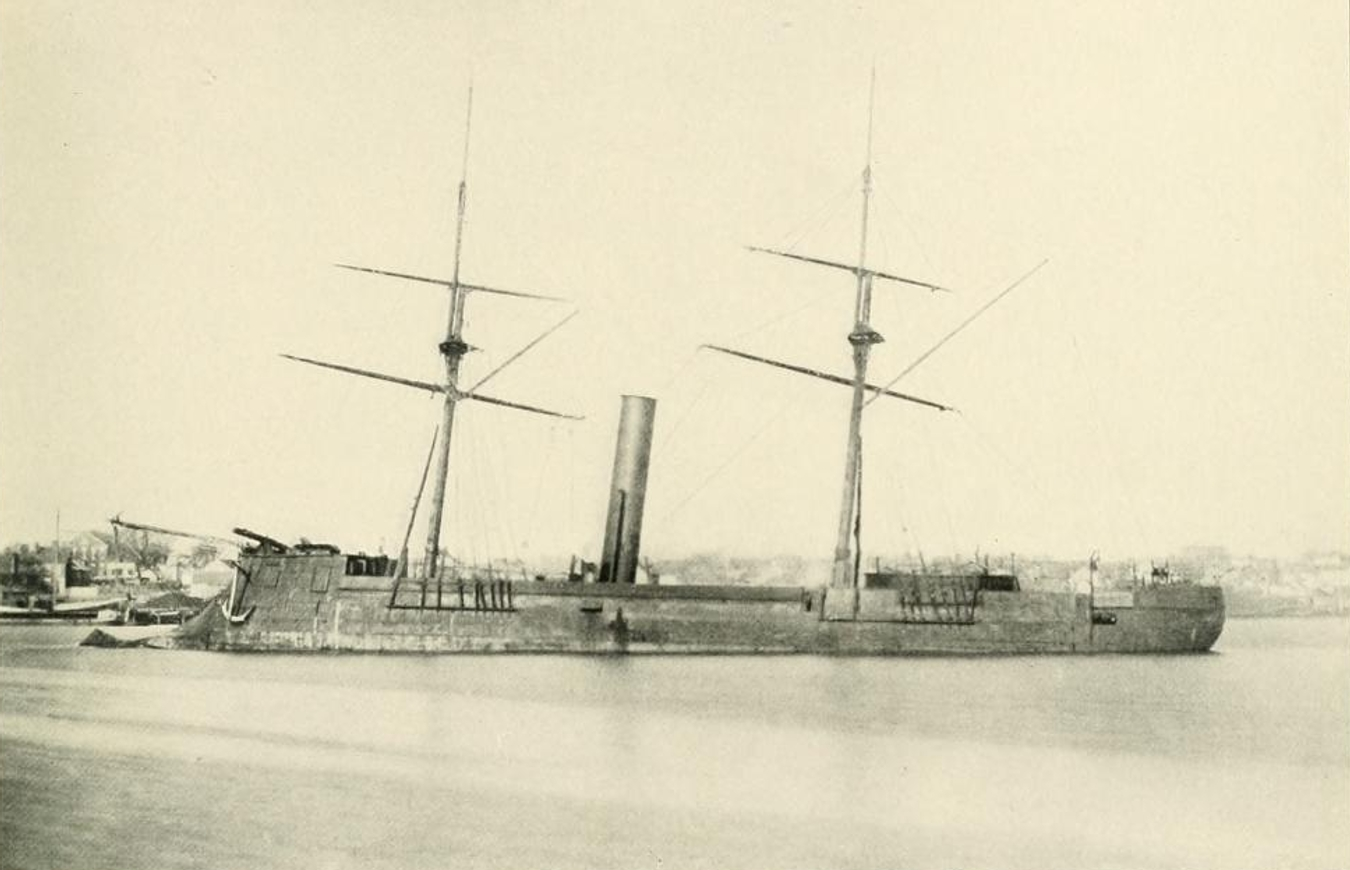
Seitenansicht

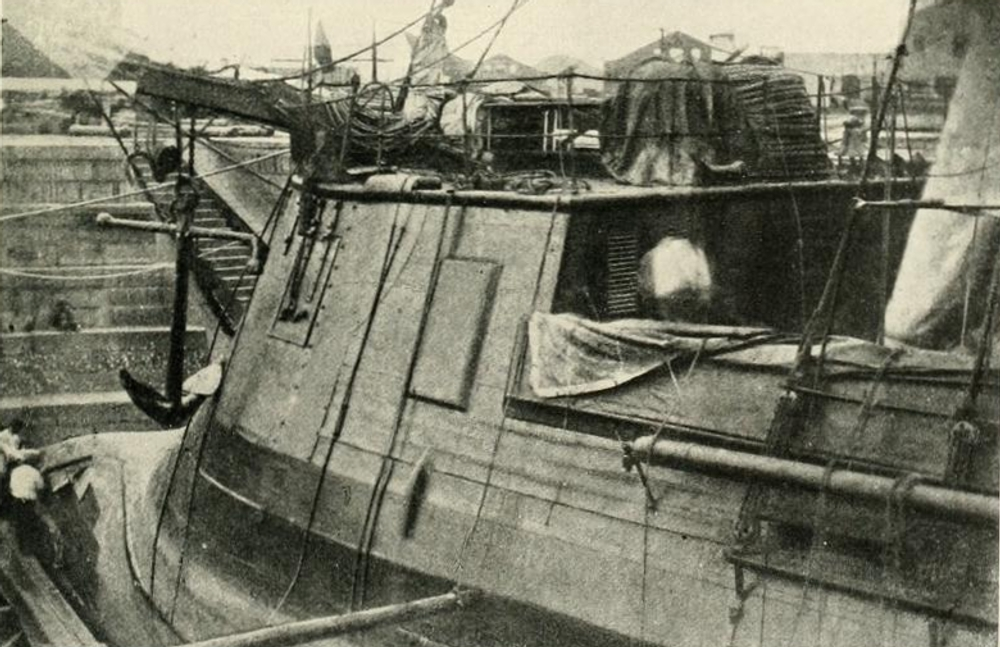
Nahaufnahme

Ende Januar 1865 wurde das Schiff von einer konföderierten Mannschaft unter dem Kommando von Captain T.J. Page, CSN übernommen und als CSS Stonewall in Dienst gestellt. Ihre Mission war es, die Blockade der Unionstruppen vor Wilmington zu durchbrechen, den kalifornischen Handel zu unterbinden, Küstenstädte anzugreifen und die Aktivitäten der Fischereiflotte des Nordens zu stören. 
Die Ankunft der „gewaltigen“ Stonewall in Amerika wurde von den Nordstaaten gefürchtet und mehrere Schiffe, unter ihnen die Kearsarge und die Sacramento, versuchten, sie abzufangen. Nach Verlassen von Quiberon schlug die Stonewall leck und Captain Page fuhr nach Spanien, um Reparaturen durchzuführen. Im Februar und März beschatteten Sacramento und Niagara aus der Entfernung die Stonewall, die vor A Coruña vor Anker lag. Am 24. März 1865 stach die Stonewall in See und forderte die US-Schiffe heraus, die daraufhin abdrehten. Captain Page fuhr nach Lissabon, um von dort den Atlantik zu überqueren und Port Royal, Generalmajor Shermans Basis während des South Carolina-Feldzuges, anzugreifen.
Die Stonewall erreichte am 6. Mai 1865 Nassau und fuhr von dort weiter nach Havanna, wo Page vom Kriegsende erfuhr. Er beschloss, das Schiff für 16.000 $ an den spanischen Generalkapitän von Kuba zu verkaufen. Das Schiff wurde später den Vereinigten Staaten gegen eine Kostenerstattung in gleicher Höhe überlassen. Sie wurde vorübergehend außer Dienst gestellt.

## Kōtetsu

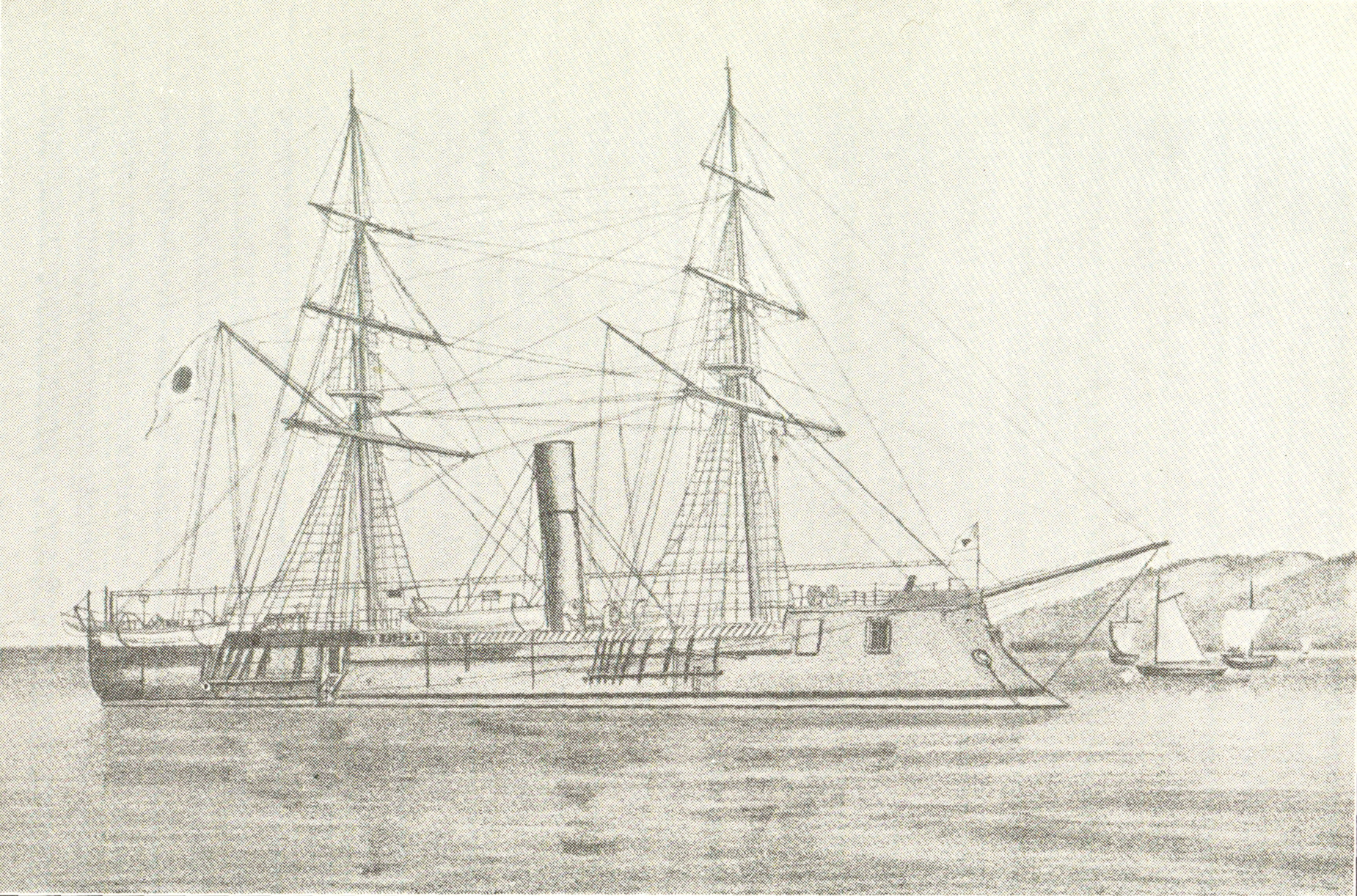
Kōtetsu 1869

Die Kōtetsu sollte 1868 im Rahmen der Modernisierung des Heeres und der Marine an das Tokugawa-Shogunat verkauft werden. 30.000 $ waren bereits bezahlt und die restlichen 10.000 $ sollten bei Lieferung bezahlt werden. Als der Boshin-Krieg zwischen dem Shogunat und Pro-kaiserlichen Kräften ausbrach, verhielten sich die westlichen Staaten neutral, riefen ihre Militärberater zurück und stoppten die Lieferung von Kriegsmaterial. Die Kōtetsu erreichte Japan unter japanischer Flagge, jedoch befahl der US-Gesandte Robert B. van Valkenburg, wieder die amerikanische Flagge zu hissen.
Kōtetsu wurde im Februar 1869 an die Meiji-Regierung geliefert. Sie wurde unverzüglich in Dienst gestellt und mit sieben weiteren dampfgetriebenen Kriegsschiffen nach Hokkaidō verlegt, um die Streitkräfte des Shoguns, der dort die Republik Ezo gegründet hatte, zu bekämpfen. Während der Seeschlacht von Miyako am 25. März 1869 wehrte die Kōtetsu einen nächtlichen Kaperversuch durch die Kaiten mit der an Bord befindlichen Gatling ab.

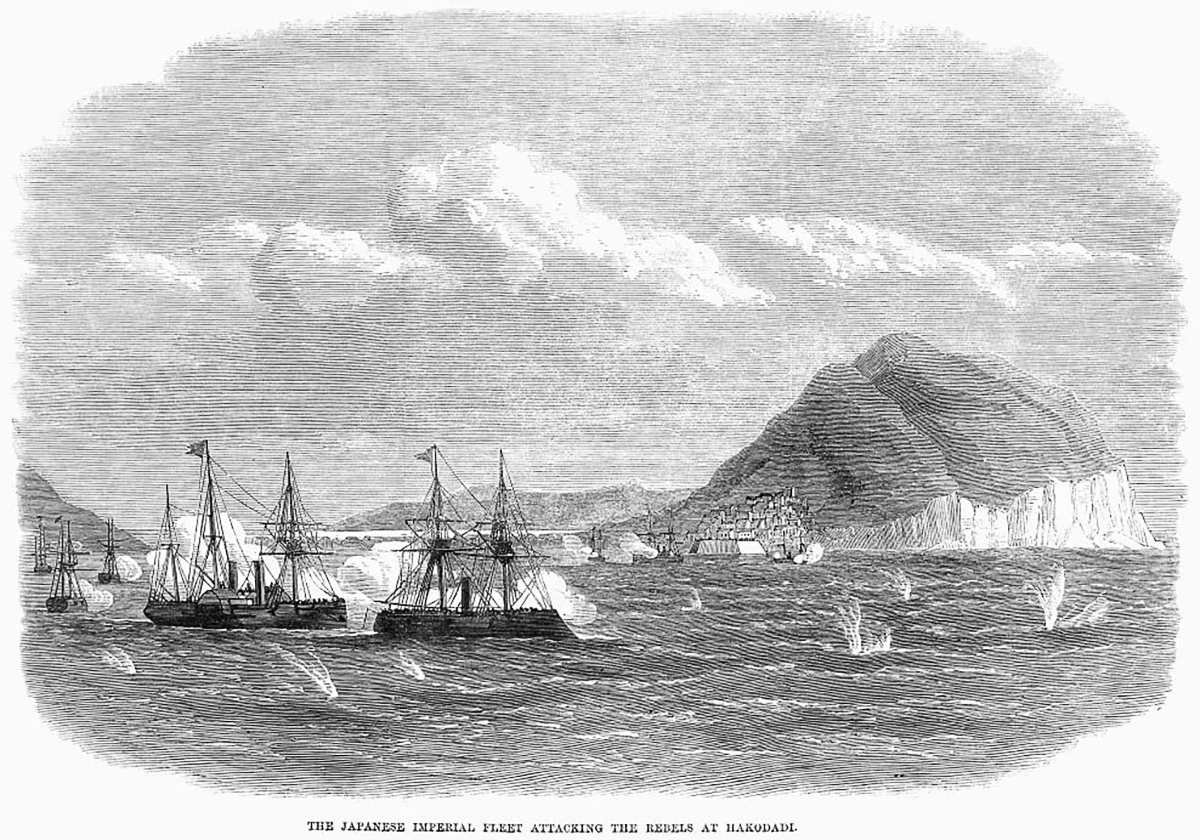
Kōtetsu führt die Schlachtlinie während der Seeschlacht von Hakodate an.

Anschließend nahm sie an der Invasion von Hokkaidō und an der Seeschlacht von Hakodate teil.
1871 erhielt die Kōtetsu neue Geschütze und wurde in Azuma umbenannt. Anschließend wurde sie als Wachschiff eingesetzt und 1888 aus der Flottenliste gestrichen. Die letzte Verwendung war als Depot- und Kasernenschiff.
Als einziges Panzerschiff in japanischen Gewässern galt die Kōtetsu als gut bewaffnetes Schiff mit Kasemattgeschützen und wurde als „beeindruckend“ und „unsinkbar“ angesehen. Sie konnte direkten Treffern widerstehen und sich gegen jedes hölzerne Kriegsschiff durchsetzen. Somit war Japan nur zehn Jahre nach dem Stapellauf des ersten hochseetauglichen Panzerschiffes, der französischen La Gloire, im Besitz eines fortschrittlichen Panzerschiffes.